# Огарёв, Кирилл Григорьевич
Кирилл (Постник) Григорьевич Огарёв, имевший также прозвище «Истома» (умер в 1608) — военный деятель и дипломат, воевода во время правления Бориса Годунова.

## Биография
Кирилл был сыном Григория Ивановича Огарёва.
Встречал польского посланника (1585). Пристав при польских послах (1590). Участвовал в числе прочих стрелецких голов в отражении похода крымского хана Казы-Гирея Боры на Москву (1591), отличился в сражении, за что получил в награду шубу стоимостью 25 рублей. Подписался под соборным постановлением об избрании в цари Бориса Годунова (1598). Пристав у польских послов (1601). 
В 1604 году был послан царём Борисом Годуновым в Польшу требовать от Сигизмунда III Вазы, чтобы тот не помогал появившемуся в польских владениях Григорию Отрепьеву, самозванному «царевичу Дмитрию» и если возможно, перехватил и наказал всех его сторонников.
В 1607 году был воеводой у Яузских ворот в Москве.
Был убит в 1608 году под Москвой.

## Брак и дети
Имя жены Кирилла неизвестно. Дети:
- Григорий — воевода в Переяславле-Залесском в 1648—1649 годах[К 1], дворянин московский в 1627—1640 годах[3].
- Иван (умер в 1637) — голова в Томске в 1629—1631 годах[5][3], дворянин московский в 1627—1637 годах[3].